# Twelve Monkeys
Twelve Monkeys er en science fiction-film fra 1995, der er skrevet af David og Janet Peoples og instrueret af Terry Gilliam. Filmen behandler emner som tidsrejse, galskab og hukommelse, og den er inspireret af den franske kortfilm fra 1962, La Jetée, af Chris Marker. Filmens hovedroller spilles af Bruce Willis, Madeleine Stowe og Brad Pitt.

## Overblik
Bruce Willis spiller James Cole, en strafafsoner i en postapokalyptisk fremtid. Han plages af en livagtig og tilbagevendende drøm om en mand, der skydes i en lufthavn. Menneskeheden tvinges til at leve under jorden, afskåret fra overfladen, der er forurenet med en virus, der dræbte størstedelen af jordens befolkning i 1996-1997. Sygdommen menes at være opstået som et resultat af bioterrorisme af en mystisk gruppe, der kalder sig selv "The Army of the Twelve Monkeys" (de 12 abers hær).
Stowe spiller en psykiater og Pitt, der Oscarnomineredes for sin rolle, spiller Jeffrey Goines, en mentalt ustabil mand, der krydser Coles veje ved flere lejligheder.